# Гжибув (Козеницький повіт)
Гжибув (пол. Grzybów) — село в Польщі, у гміні Магнушев Козеницького повіту Мазовецького воєводства.
Населення — 372 особи (2011).
У 1975-1998 роках село належало до Радомського воєводства.

## Демографія
Демографічна структура станом на 31 березня 2011 року:
|          | Загалом | Допрацездатний вік | Працездатний вік | Постпрацездатний вік |
| -------- | ------- | ------------------ | ---------------- | -------------------- |
| Чоловіки | 192     | 45                 | 125              | 22                   |
| Жінки    | 180     | 38                 | 107              | 35                   |
| Разом    | 372     | 83                 | 232              | 57                   |